# Szereg 1 − 2 + 3 − 4 + …

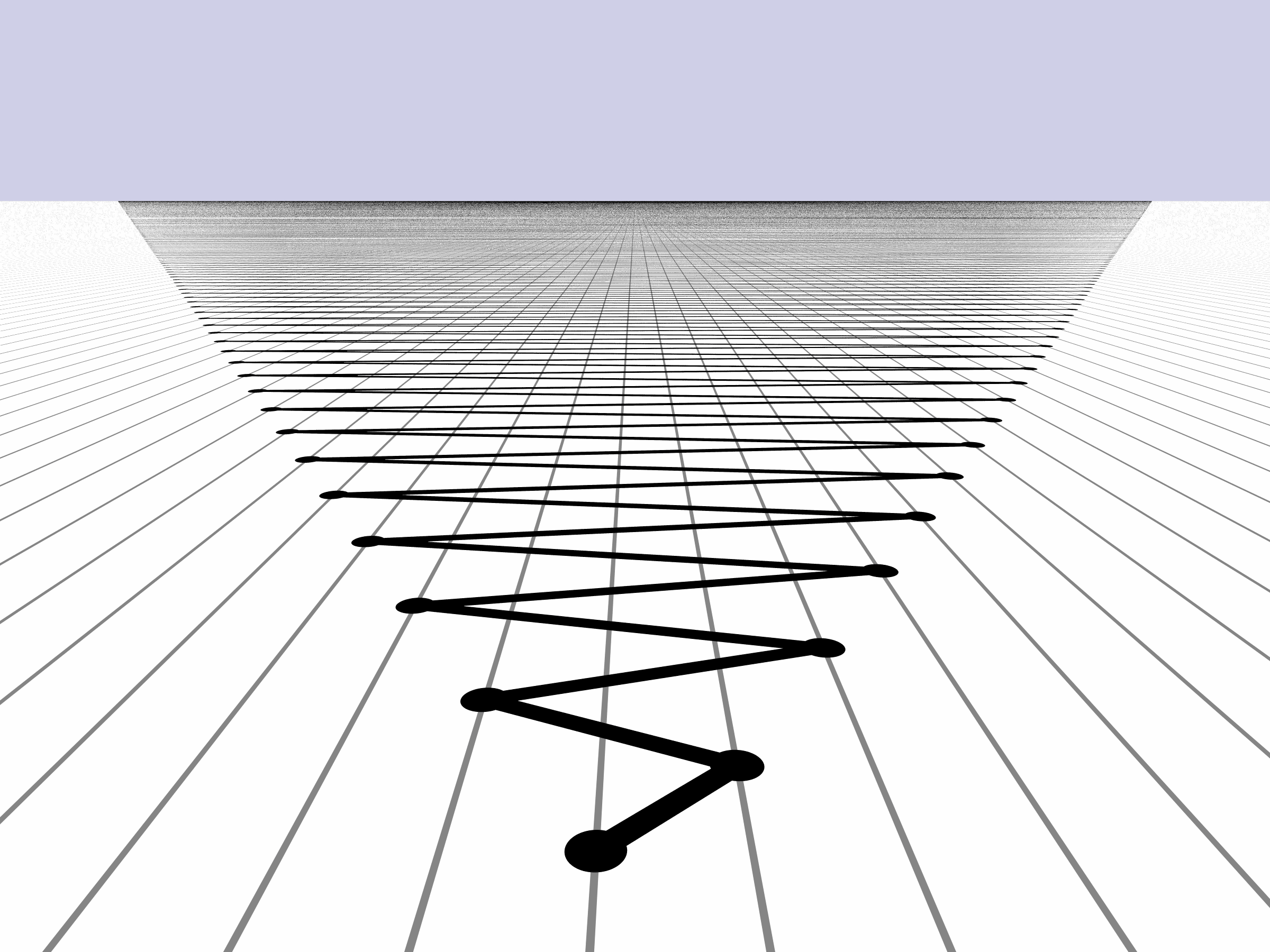
Kilka pierwszych tysięcy wyrazów sum częściowych szeregu

Szereg 1 – 2 + 3 – 4 + ... – nieskończony szereg, którego wyrazami są kolejne liczby całkowite dodatnie, wzięte z przemiennym znakiem. Zapisując standardowo sumowanie z użyciem wielkiej litery sigma {\displaystyle m}-tą sumę częściową tego szeregu wyrazić wzorem:
{\displaystyle \sum _{n=1}^{m}n(-1)^{n-1}.}
Szereg ten jest rozbieżny, tzn. nie istnieje granica ciągu jego sum częściowych, tj. nie istnieje granica ciągu
{\displaystyle 1-2+3-4+\ldots }
Mimo to, w połowie XVIII wieku Leonhard Euler napisał równanie, które sam nazwał paradoksalnym:
{\displaystyle 1-2+3-4+\ldots ={\frac {1}{4}}.}
Ścisłe objaśnienie tego równania pojawiło się jednak znacznie później. Dopiero po 1890 roku Ernesto Cesàro, Émile Borel i inni badali ściśle określone metody przypisywania uogólnionych sum szeregom rozbieżnym – w tym obejmujące nowe interpretacje prób Eulera. Mimo wszystko wiele tych metod łatwo przypisuje szeregowi {\displaystyle 1-2+3-4+\ldots } „sumę” {\displaystyle {\tfrac {1}{4}}.} Sumowalność metodą Cesàro jest jedną z kilku metod, które nie definiują sumy dla szeregu {\displaystyle 1-2+3-4+\ldots } tak, że szereg jest przykładem wymagającym metody nieco silniejszej, takiej jak sumowalność metodą Abela.
Szereg {\displaystyle 1-2+3-4+\ldots } jest blisko związany z szeregiem Grandiego {\displaystyle 1-1+1-1+\ldots } Euler omawiał je jako specjalne przypadki {\displaystyle 1-2^{n}+3^{n}-4^{n}+\ldots } dla dowolnego {\displaystyle n.} Ten kierunek badań rozszerzył jego prace na problem bazylejski, wiodąc ku równaniom funkcyjnym, których rozwiązania dziś znane są jako funkcja „eta” Dirichleta oraz funkcja „dzeta” Riemanna.

## Rozbieżność
Kolejne wyrazy ciągu {\displaystyle (1,-2,\,3,-4,\dots )} nie zbliżają się do zera; stąd, na mocy twierdzenia przeciwstawnego do warunku koniecznego zbieżności szeregu, szereg {\displaystyle 1-2+3-4+\ldots } jest rozbieżny. Dla dalszego wywodu przyda się wyjaśnić tę rozbieżność w sposób bardziej podstawowy. Z definicji zbieżność albo rozbieżność szeregu wynika ze zbieżności albo rozbieżności ciągu jego sum częściowych, zaś ciągiem sum częściowych szeregu {\displaystyle 1-2+3-4+\ldots } jest:
{\displaystyle 1=\mathbf {1} ,}
{\displaystyle 1-2=\mathbf {-1} ,}
{\displaystyle 1-2+3=\mathbf {2} ,}
{\displaystyle 1-2+3-4=\mathbf {-2} ,}
{\displaystyle 1-2+3-4+5=\mathbf {3} ,}
{\displaystyle 1-2+3-4+5-6=\mathbf {-3} ,}
{\displaystyle \ldots }
Ciąg ten ma za wyrazy wszystkie liczby całkowite (również 0, jeśli uwzględnić sumę pustą – por. Dodawanie#Zapis oraz liczba składników), ustala więc przeliczalność zbioru {\displaystyle \mathbb {Z} } liczb całkowitych. Ciąg sum częściowych wyraźnie pokazuje, że szereg nie jest zbieżny do żadnej konkretnej liczby (dla każdej zaproponowanej granicy x, można wskazać punkt, poza którym kolejne częściowe sumy są poza przedziałem {\displaystyle [x-1,x+1]}), a więc {\displaystyle 1-2+3-4+\ldots } jest rozbieżny.

## Heurystyki dla sumowania

### Stabilność i liniowość

Suma 4 kopii szeregu przy wykorzystaniu tylko przesunięć i dodawania wyraz po wyrazie, wynosi 1. Lewa i prawa strona rysunku reprezentują dwie kopie które są upraszczane do równania

Ponieważ kolejne wyrazy {\displaystyle 1,-2,\,3,-4,\,5,-6,\dots } tworzą prosty wzór, szereg {\displaystyle 1-2+3-4+\ldots } może być manipulowany poprzez przesunięcia i dodawanie wyraz po wyrazie, aby uzyskać wartość numeryczną. Jeśli ma sens zapisanie {\displaystyle s=1-2+3-4+\ldots } dla pewnej liczby, to następujące manipulacje wykazują, że {\displaystyle s={\tfrac {1}{4}}}:
{\displaystyle {\begin{alignedat}{1}4s={}&&(\color {Gray}1-2+3-4+\ldots \color {Black})&\ +\ (\color {BrickRed}1-2+3-4+\ldots \color {Black})&\ +\ (\color {OliveGreen}1-2+3-4+\ldots \color {Black})&\ +\ (\color {Blue}1-2+3-4+\ldots \color {Black})\\={}&\color {BrickRed}1\color {Black}+\color {OliveGreen}1\color {Black}+(\color {Blue}1-2\color {Black})\ +\ {}&(\color {Gray}1-2+3-4+\ldots \color {Black})&\ +\ (\color {BrickRed}-2+3-4+5+\ldots \color {Black})&\ +\ (\color {OliveGreen}-2+3-4+5+\ldots \color {Black})&\ +\ (\color {Blue}3-4+5-6\ldots \color {Black})\\={}&1\,+\,[&(\color {Gray}1\color {BrickRed}-2\color {OliveGreen}-2\color {Blue}+3\color {Black})&\ +\ (\color {Gray}-2\color {BrickRed}+3\color {OliveGreen}+3\color {Blue}-4\color {Black})&\ +\ (\color {Gray}3\color {BrickRed}-4\color {OliveGreen}-4\color {Blue}+5\color {Black})&\ +\ (\color {Gray}-4\color {BrickRed}+5\color {OliveGreen}+5\color {Blue}-6\color {Black})&\,+\,\ldots ]\\={}&1\,+\,[&0&\ +\ 0&\ +\ 0&\ +\ 0&\,+\,\ldots ]\\4s={}&1\end{alignedat}}}
Stąd {\displaystyle s={\tfrac {1}{4}}.} Sposób postępowania został przedstawiony graficznie na rysunku po prawej stronie.
Chociaż {\displaystyle 1-2+3-4+\ldots } nie posiada sumy w zwyczajnym znaczeniu, równanie {\displaystyle s=1-2+3-4+\ldots ={\tfrac {1}{4}}} może zostać uznane jako najbardziej naturalne rozwiązanie, jeśli suma miałaby zostać określona.
Uogólnioną definicję „sumy” szeregu rozbieżnego nazywa się metodą sumowania, która dodaje pewne podzbiory ze wszystkich możliwych szeregów. Istnieje wiele różnych metod (kilka z nich jest opisanych poniżej), charakteryzowanych na podstawie właściwości, które współdzielą ze zwykłym dodawaniem. Powyższe manipulacje dowodzą tego, że: biorąc pod uwagę metodę sumowania, która jest stabilna i liniowa oraz sumuje szereg {\displaystyle 1-2+3-4+\dots ,} otrzymujemy {\displaystyle {\tfrac {1}{4}}.} Dodatkowo, ponieważ:
{\displaystyle {\begin{alignedat}{1}2s={}&&&(1-2+3-4+\ldots )&&\ +\ (1-2+3-4+\ldots )\\={}&&1\ +\ &(-2+3-4+\ldots )&\ +\ 1-2&\ +\ (3-4+5\ldots )\\={}&&0\ +\ &(-2+3)+(3-4)+(-4+5)+\ldots \\{\frac {1}{2}}={}&&&1-1+1-1\ldots \end{alignedat}}}
stąd ostateczne wyrazy szeregu wynoszą jako {\displaystyle 1-1+1-1+\ldots ={\tfrac {1}{2}}.}

### Iloczyn Cauchy’ego
W 1891 roku Ernesto Cesàro wyraził nadzieję, że szeregi rozbieżne będzie można poddać ścisłej analizie wskazując na tożsamość {\displaystyle (1-1+1-1+\ldots )^{2}=1-2+3-4+\ldots } i twierdząc, że obie strony tej równości są równe {\displaystyle {\tfrac {1}{4}}}. Dla Cesàro to równanie stanowiło zastosowanie twierdzenia, które opublikował rok wcześniej, i które można określić jako pierwsze twierdzenie w historii o sumowaniu rozbieżnych szeregów. Szczegóły na temat tej metody są przedstawione niżej; głównym pomysłem jest to, że {\displaystyle 1-2+3-4+\ldots } jest iloczynem Cauchy’ego z {\displaystyle 1-1+1-1+\ldots } i {\displaystyle 1-1+1-1+\ldots }
Iloczyn Cauchy’ego dwóch nieskończonych szeregów jest zdefiniowany nawet jeśli oba szeregi są rozbieżne. W tym przypadku, gdzie {\displaystyle \Sigma a_{n}=\Sigma b_{n}=\Sigma (-1)^{n},} wyrazy iloczynu Caychy’ego są wyznaczane jako skończone sumy na przekątnych
{\displaystyle {\begin{aligned}c_{n}&=\sum _{k=0}^{n}a_{k}b_{n-k}=\sum _{k=0}^{n}(-1)^{k}(-1)^{n-k}\\[1em]&=\sum _{k=0}^{n}(-1)^{n}=(-1)^{n}(n+1)\end{aligned}}}
stąd ostateczne wyrazy szeregu wynoszą
{\displaystyle \sum _{n=0}^{\infty }(-1)^{n}(n+1)=1-2+3-4+\ldots }
Zatem metoda sumowania, która zachowuje iloczyn Cauchy’ego i sumuje {\displaystyle 1-1+1-1+\ldots ={\tfrac {1}{2}}} będzie również sumować {\displaystyle 1-2+3-4+\ldots ={\tfrac {1}{4}}.} Z wynikami z poprzedniej sekcji to oznacza równoważność między sumowalnością {\displaystyle 1-1+1-1+\ldots } i {\displaystyle 1-2+3-4+\ldots } z metodami, które są liniowe, stabilne i zachowują iloczyn Cauchy’ego.
Twierdzenie Cesàro jest subtelnym przykładem. Szereg {\displaystyle 1-1+1-1+\ldots } jest sumowalny w najsłabszym sensie, określanym mianem {\displaystyle (\mathrm {C} ,1),} natomiast {\displaystyle 1-2+3-4+\ldots } wymaga silniejszego wariantu twierdzenia, którym jest {\displaystyle (\mathrm {C} ,2).} Ponieważ cała rodzina sumowań (C, α) jest liniowa i stabilna to obliczone wartości sum są takie jak wyżej.

## Metody specjalne

### Cesàro i Hölder
Aby znaleźć sumę Cesàro {\displaystyle (\mathrm {C} ,1)} z {\displaystyle 1-2+3-4+\dots ,} jeśli istnieje, trzeba obliczyć średnią arytmetyczną sum cząstkowych szeregu, którymi są:
{\displaystyle 1,-1,\,2,-2,\,3,-3,\dots ,}
a średnie arytmetyczne z tych sum wynoszą:
{\displaystyle 1,0,{\tfrac {2}{3}},0,{\tfrac {3}{5}},0,{\tfrac {4}{7}},\dots }
Uzyskany ciąg średnich nie jest zbieżny, więc {\displaystyle 1-2+3-4+\ldots } nie jest sumowalny w sensie Cesàro.
Istnieją dwa znane uogólnienia dla sumowania metodą Cesàro: koncepcyjnie prostszą z nich jest ciąg metod {\displaystyle (\mathrm {H} ,n)} dla {\displaystyle n} będących liczbami naturalnymi. {\displaystyle (\mathrm {H} ,1)} jest sumowaniem metodą Cesàro, a metody wyższych rzędów są jej powtórzeniem na średnich. Powyżej, parzyste średnie są zbieżne do {\displaystyle {\tfrac {1}{2}},} podczas gdy nieparzyste średnie są wszystkie równe 0, stąd średnie ze średnich są zbieżne do średniej z 0 i {\displaystyle {\tfrac {1}{2}},} czyli {\displaystyle {\tfrac {1}{4}}}. Można więc przyjąć, że {\displaystyle 1-2+3-4+\ldots } jest {\displaystyle (\mathrm {H} ,2)} sumowalny do {\displaystyle {\tfrac {1}{4}}.}
Oznaczenie „H” oznacza Otto Höldera, który pierwszy udowodnił w 1882 roku związek pomiędzy sumowalnością metodą Abela a sumowalnością {\displaystyle (\mathrm {H} ,n).} {\displaystyle 1-2+3-4+\ldots } był pierwszym przykładem. Fakt, że {\displaystyle {\tfrac {1}{4}}} jest sumą {\displaystyle (\mathrm {H} ,2)} z {\displaystyle 1-2+3-4+\ldots } gwarantuje, że jest to również suma w sensie Abela.
Innym powszechnym uogólnieniem jest rodzina sumowań Cesàro {\displaystyle (\mathrm {C} ,n).} Zostało udowodnione, że sumowanie {\displaystyle (\mathrm {C} ,n)} i {\displaystyle (\mathrm {H} ,n)} podają zawsze takie same wyniki, ale mają one różne tło historyczne. W 1887 roku Cesàro był bliski podania definicji sumowalności {\displaystyle (\mathrm {C} ,n),} lecz podał tylko kilka przykładów. W szczególności zsumował {\displaystyle 1-2+3-4+\ldots } do {\displaystyle {\tfrac {1}{4}}} sposobem, który można by opisać jako {\displaystyle (\mathrm {C} ,n),} lecz bez uzasadnienia w tamtym czasie. Formalnie zdefiniował sumowanie {\displaystyle (\mathrm {C} ,n)} w 1890 roku aby podać twierdzenie, że iloczyn Cauchy’ego szeregu {\displaystyle (\mathrm {C} ,n)} sumowalnego z szeregiem {\displaystyle (\mathrm {C} ,m)} sumowalnym jest {\displaystyle (\mathrm {C} ,m+n+1)} sumowalny.

### Sumowanie Abela

Niektóre wartości z i granice w 1

W raporcie z 1794 roku Leonhard Euler przyznaje, że szereg jest rozbieżny, ale mimo to przygotowuje się go zsumować:

...kiedy mówi się, że sumą szeregu 1 – 2 + 3 – 4 + 5 – 6 itd. jest {\displaystyle {\tfrac {1}{4}}} to wydaje się to paradoksalne. Sumując 100 wyrazów z tego szeregu, otrzymujemy –50, jednak suma 101 wyrazów daje +51, co znacznie różni się od {\displaystyle {\tfrac {1}{4}}} a różnica rośnie wraz ze zwiększaniem liczby wyrazów. Lecz już wielokrotnie wcześniej podkreślałem, że jest potrzeba aby słowu suma nadać szerszego znaczenia...

Euler zaproponował uogólnienie słowa suma wielokrotnie. W przypadku {\displaystyle 1-2+3-4+\ldots } jego pomysły są podobne do obecnej metody sumowania metodą Abela.

...już nie jest wątpliwe, że suma szeregu {\displaystyle 1-2+3-4+5+\dots ,} to {\displaystyle {\tfrac {1}{4}},} gdyż wynika ona z rozwinięcia wzoru {\displaystyle {\tfrac {1}{(1+1)^{2}}},} której wartość jest bezsprzecznie {\displaystyle {\tfrac {1}{4}}.} Pomysł staje się jaśniejszy rozważając uogólniony szereg {\displaystyle 1-2x+3x^{2}-4x^{3}+5x^{4}-6x^{5}+\dots ,} który można uzyskać w wyniku rozwinięcia wyrażenia {\displaystyle {\tfrac {1}{(1+x)^{2}}},} i który jest rzeczywiście równy rozważanemu szeregowi po podstawieniu {\displaystyle x=1}.

Istnieje wiele sposobów aby zauważyć, przynajmniej dla wartości bezwzględnych {\displaystyle |x|<1,} Euler ma rację, że
{\displaystyle 1-2x+3x^{2}-4x^{3}+\ldots ={\frac {1}{(1+x)^{2}}}.}
Można zastosować szereg Taylora dla prawej strony równości lub dzielenie wielomianów. Zaczynając z lewej strony, można naśladować ogólną heurystykę powyżej i spróbować przemnożyć dwa razy przez {\displaystyle (1+x)} lub podnieść do kwadratu szereg geometryczny {\displaystyle 1-x+x^{2}-\ldots } Wydaje się również, że Euler zasugerował różniczkowanie tak uzyskanego szeregu wyraz po wyrazie.
Patrząc współcześnie, szereg {\displaystyle 1-2x+3x^{2}-4x^{3}+\ldots } nie definiuje funkcji dla {\displaystyle x=1,} więc ta wartość nie może zostać podstawiona pod wyrażenie. Ponieważ funkcja jest zdefiniowana dla wszystkich {\displaystyle |x|<1,} jest możliwe wyznaczenie granicy dla {\displaystyle x} zmierzającego do 1, co jest definicją sumowania metodą Abela:
{\displaystyle \lim _{x\to 1^{-}}\sum _{n=1}^{\infty }n(-x)^{n-1}=\lim _{x\to 1^{-}}{\frac {1}{(1+x)^{2}}}={\frac {1}{4}}.}

## Uogólnienie

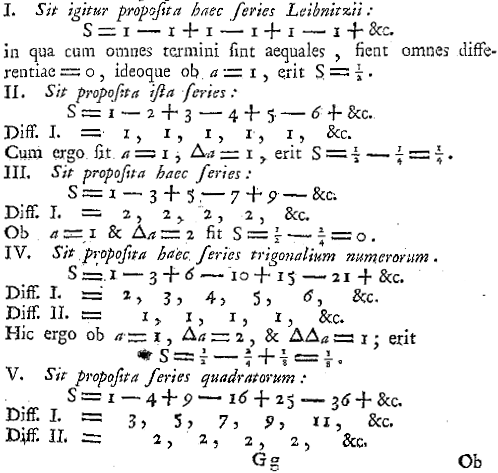
Fragment ze strony 233 z E212 – Institutiones calculi differentialis cum eius usu in analysi finitorum ac doctrina serierum. Euler sumuje podobne szeregi, około 1755 roku.

Potrójny iloczyn Cauchy’ego z {\displaystyle 1-1+1-1+\ldots } to {\displaystyle 1-3+6-10+\dots ,} naprzemienny szereg z liczb trójkątnych; jego suma Abelowa to {\displaystyle {\tfrac {1}{8}}}. Poczwórny iloczyn Cauchy’ego z {\displaystyle 1-1+1-1+\ldots } to {\displaystyle 1-4+10-20+\dots ,} naprzemienny szereg z liczb czworościennych, którego suma Abelowa wynosi {\displaystyle {\tfrac {1}{16}}.}
Innym uogólnieniem {\displaystyle 1-2+3-4+\ldots } w nieco innym kierunku jest szereg {\displaystyle 1-2^{n}+3^{n}-4^{n}+\ldots } dla innych wartości {\displaystyle n.} Dla dodatnich i całkowitych {\displaystyle n} szeregi te mają następujące sumy Abelowe:
{\displaystyle 1-2^{n}+3^{n}-\ldots ={\frac {2^{n+1}-1}{n+1}}B_{n+1},}
gdzie {\displaystyle B_{n}} są liczbami Bernoulliego. Dla parzystych {\displaystyle n,} wzór redukuje się do
{\displaystyle 1-2^{2k}+3^{2k}-\ldots =0.}
Ostatnia suma stanowiła źródło kpin dla Nielsa Henrika Abela w 1826 roku:

Szeregi rozbieżne są w całości dziełem szatana i wstydem jest to, że próbuje się znaleźć na to jakikolwiek dowód. Można z nich uzyskać cokolwiek by się chciało jeśli zacznie się ich używać, i to one są źródłem wielu nieszczęść i paradoksów. Czyż można wymyślić coś bardziej przerażającego niż powiedzieć, że
{\displaystyle 0=1-2^{n}+3^{n}-4^{n}+\dots ,}
gdzie {\displaystyle n} jest liczbą dodatnią. Oto coś do śmiechu, przyjaciele.

Nauczyciel Cesàro, Eugène Charles Catalan, również dyskredytował szeregi rozbieżne. Pod wpływem Catalana, Cesàro początkowo określał „tradycyjne wzory” dla {\displaystyle 1-2^{n}+3^{n}-4^{n}+\ldots } jako „absurdalne równości”, a w roku 1883 Cesàro wyraził tradycyjny pogląd, że wzory są fałszywe, lecz jakoś formalnie użyteczne. W końcu w 1890 roku w Sur la multiplication des séries, Cesàro rozpoczął nowoczesne podejście, zaczynając od definicji.
Szeregi były również badane dla niecałkowitych {\displaystyle n,} które tworzą funkcję „eta” Dirichleta. Część z motywacji Eulera do badania szeregów powiązanych z {\displaystyle 1-2+3-4+\ldots } było równaniami funkcyjnymi funkcji eta, które prowadzą bezpośrednio do równań funkcyjnych funkcji dzeta Riemanna. Euler stał się już słynny ze znalezienia wartości tych funkcji dla dodatnich liczb parzystych (włączając w to problem bazylejski), i próbował również znaleźć rozwiązania dla dodatnich liczb nieparzystych (między innymi stałą Apéry’ego), problem, który do dzisiaj pozostaje nieuchwytny. W szczególności funkcja eta jest łatwiejsza do analizy metodami Eulera ponieważ jej szeregi Dirichleta są wszędzie sumowalne metodą Abela; szeregi Dirichleta funkcji dzeta są znacznie trudniejsze do zsumowania w miejscach, w których są rozbieżne. Na przykład odpowiednikiem {\displaystyle 1-2+3-4+\ldots } w funkcji dzeta jest nienaprzemienny szereg 1 + 2 + 3 + 4 + ..., który ma głębokie zastosowanie w nowoczesnej fizyce, ale wymaga znacznie silniejszych metod do sumowania.